# Carlia caesius
Carlia caesius là một loài thằn lằn trong họ Scincidae. Loài này được Zug & Allison mô tả khoa học đầu tiên năm 2006.